# Siêu cúp Bóng đá Quốc gia 2023
Siêu cúp Bóng đá Quốc gia 2023, tên gọi chính thức là Siêu cúp Bóng đá Quốc gia – Cúp THACO 2023 (tiếng Anh: THACO Super Cup 2023) vì lý do tài trợ, là trận đấu bóng đá diễn ra lần thứ 24 của Siêu cúp bóng đá Quốc gia và là lần thứ 9 liên tiếp Công ty Cổ phần Tập đoàn Trường Hải trở thành nhà tài trợ chính thức. Trận đấu diễn ra vào ngày 6 tháng 10 năm 2023 trên sân vận động Hàng Đẫy, Hà Nội giữa hai câu lạc bộ Công an Hà Nội (đội vô địch V.League 1 2023) với Đông Á Thanh Hoá (đội vô địch Cúp Quốc gia 2023).

## Thông tin trận đấu

### Truyền hình
Trận đấu được tường thuật trực tiếp trên Truyền hình FPT và FPT Play, hệ thống mạng xã hội của FPT Telecom và các kênh truyền hình khác.

## Chi tiết trận đấu
| Công an Hà Nội | 1–3 | Đông Á Thanh Hóa                 |
| -------------- | --- | -------------------------------- |
| Geovane 90+1'  |     | Gustavo 45+4' · Rimario 78', 80' |

## Tổng kết
- Đội vô địch: Đông Á Thanh Hóa – 300 triệu đồng
- Đội á quân: Công an Hà Nội – 200 triệu đồng
- Cầu thủ ghi bàn thắng đầu tiên của trận đấu: Gustavo Sant' Ana Santos (Đông Á Thanh Hoá) – 10 triệu đồng
- Cầu thủ xuất sắc nhất trận đấu: Rimario Gordon (Đông Á Thanh Hoá) – 10 triệu đồng

| Vô địch Siêu cúp bóng đá Việt Nam 2023 |
| -------------------------------------- |
| Đông Á Thanh Hóa Lần thứ hai           |